# Monumento ai caduti (Pozzuoli)
Il monumento ai caduti della città di Pozzuoli è ubicato nei pressi di Porta Napoli, e venne realizzato per commemorare i 202 soldati puteolani caduti durante la prima guerra mondiale.

## Storia
Il monumento, che in realtà è una fontana commemorativa, fu inaugurato il 28 giugno 1931, alla presenza della duchessa Elena d'Aosta e dal politico Nicola Sansanelli, già Segretario del P.N.F.

L'opera fu commissionata già nel 1923 allo scultore Filippo Cifariello, che aveva già realizzato un memoriale a Bitonto. Ma quell'opera fu giudicata dal regime fascista come un oltraggio ai caduti, in quanto sminuiva la vittoria sull'Impero austriaco. Inoltre alcuni cittadini ne denunciarono l'alto costo di realizzazione e la mancanza di un concorso pubblico per la realizzazione. Il concorso fu indetto nel 1928, ma vi si richiedeva la partecipazione dei soli artisti residenti nella Provincia di Napoli. Inoltre l'opera sarebbe stata «solo una copia di un monumento di un'altra città». Nel 1926 il comune di Pozzuoli dovette interrompere anche i rapporti con lo scultore Ettore Sannino, a cui era intenzionato ad affidarne la realizzazione, anche perché a Napoli da qualche anno era nato il Sindacato Fascista Artisti Napoletani, che tutelava gli interessi dei suoi oltre 90 iscritti.

Il concorso fu vinto dall'artista Vincenzo Puchetti, formatosi al Regio Istituto di Belle Arti di Napoli ed allievo di Luigi De Luca. Per la realizzazione dell'opera ebbe un compenso di 50 000 lire.

## Descrizione
L'opera è costituita da un basamento di pietra trachitica, ricavata dalla vicina solfatara, su cui è stata eretta l'intera struttura, avente la parte centrale in pietra di Bisceglie su cui è stata murata la lapide riportante l'epigrafe composta da Alessandro Criscuolo:
La lapide epigrafa originale crollò nella notte tra il 30 e 31 dicembre del 1983 a causa del bradisismo flegreo e fu ricollocata il 4 novembre 1984.

Ispirata ai simboli del fascismo, nella parte alta della struttura trovano posto due aquile che sorreggono due scudi, uno in cui sono raffigurati i sette galli dell'emblema comunale di Pozzuoli, mentre nell'altro c'è il simbolo del littorio. Ai due angoli sono collocati sei fasci romani, annodati in basso da foglie di quercia ed alloro. Sui lati minori dei pilastri sono riportati i nominativi dei caduti e le date di inizio e fine del primo conflitto mondiale.

L'esedra è collegata alla vasca da due figure virili semidistese, appoggiate ad otri da cui fuoriesce l'acqua che alimenta la fontana. La statua di sinistra è con il capo chino, gli occhi chiusi e la fronte accigliata, rappresenta l'Isonzo e la disfatta di Caporetto, mentre la statua di destra con atteggiamento pensoso, testa alta e pugno chiuso, rappresenta il Piave e la Vittoria.

## Nuovo millennio
Nel 2021, in occasione del centenario del milite ignoto, si è tenuto l'evento conclusivo dell'iniziativa del comune di Pozzuoli E se fosse tuo padre, tuo nonno o il tuo bisnonno?, un lungo lavoro di un team di storici dedito alla ricerca dei familiari dei caduti puteolani incisi sulla lapide, a cui non fu mai consegnata la medaglia d'onore. Durante i lavori di ricerca, tra i nominativi incisi sulla lapide risultò esserci il soldato Oreste Verdone, che in seguito ad ulteriori ricerche presso l'Archivio di Stato di Napoli si appurò essere il nonno dell'attore Carlo Verdone, la cui famiglia già da tempo stava effettuando ricerche in proprio nelle città campane di Napoli, Nola e Caserta.